# Galal Yafai
Galal Yafai, MBE (* 11. Dezember 1992 in Birmingham) ist ein britischer Boxer und ehemaliger Interimsweltmeister der WBC im Fliegengewicht. Bei den Amateuren wurde er 2020 Olympiasieger dieser Gewichtsklasse. Er ist der jüngere Bruder der beiden Boxer Gamal und Khalid.

## Amateurkarriere
Im November 2015 gewann er das Golden Gong Tournament in Mazedonien und im Februar 2016 das István Bocskai Tournament in Ungarn. Ebenfalls im Februar 2016 gab er für die British Lionhearts sein Debüt in der World Series of Boxing (WSB) und besiegte dabei den erfahrenen Mexikaner Joselito Velásquez von den Mexico Guerreros.
Obwohl er noch keine nationale Meisterschaft gewonnen hatte, wurde er überraschend für die europäische Olympiaqualifikation im April 2016 im türkischen Samsun nominiert. Dort gewann er das Turnier mit Siegen gegen Enver Amis aus Rumänien (3:0), Danil Platanovschi aus Moldawien (DQ), Samuel Carmona aus Spanien (3:0) und Artur Howhannisjan aus Armenien (3:0), womit er sich als erster britischer Boxer für die Olympischen Spiele 2016 qualifizierte. Bei den Spielen selbst schied er aber im Achtelfinale gegen Joahnys Argilagos (1:2) aus.
Bei den Europameisterschaften 2017 in Charkiw gewann er die Silbermedaille und nahm an den Weltmeisterschaften 2017 in Hamburg teil, wo er im Achtelfinale gegen Yuberjen Martínez ausschied.
Bei den Commonwealth Games 2018 in Australien gewann er die Goldmedaille mit einem Finalsieg gegen Amit Panghal. Bei den Europaspielen 2019 in Minsk gewann er eine Bronzemedaille und schied bei den Weltmeisterschaften 2019 in Russland gegen Billal Bennama aus.
Im Juni 2021 erreichte er den zweiten Platz bei der europäischen Olympiaqualifikation in Paris, nachdem er im Finalkampf gegen Billal Bennama disqualifiziert worden war. Er konnte daraufhin an den Olympischen Spielen 2020 in Tokio teilnehmen, wo er Korjun Soghomonjan, Patrick Chinyemba, Yosvany Veitía, Säken Bibossynow und Carlo Paalam besiegen konnte und dadurch Olympiasieger im Fliegengewicht wurde.

## Profikarriere
Im Januar 2022 wurde er vom britischen Promoter Eddie Hearn unter Vertrag genommen und gewann am 27. Februar 2022 in seinem ersten Profikampf bereits den Titel des International Champions der WBC, nachdem er den Mexikaner Carlos Bautista durch TKO besiegt hatte. Anschließend gewann er sieben weitere Kämpfe, darunter fünf Titelverteidigungen, ehe er am 30. November 2024 Sunny Edwards durch TKO stoppte und dadurch den vakanten Titel des WBC Interim World Champion gewann. Diesen verlor er in der ersten Titelverteidigung am 21. Juni 2025 durch eine Punktniederlage an Francisco Rodríguez.